# The Tomb of the Cybermen
A The Tomb of the Cyberman a Doctor Who sorozat harminchetedik része, amit 1967. szeptember 2. és szeptember 23. között vetítettek négy epizódban. Itt jelennek meg a Cyberman Controller és a Cybermatok a sorozatban.

## Történet
Az egykori félelmetes kiborgok nyomtalanul eltűntek. A Földről egy expedíció megy a szülőhelyükre, a Telos bolygóra. Miután a Doktor és csapata csatlakozik az archeológusokhoz, titokzatos halálesetek történnek... míg végül bejutnak hatalmas földalatti sírokba, ahol a kiborgok alszanak. De meddig?

## Epizódok listája
| Epizód száma | Bemutató napja       | Hossza | Nézők száma (millió) | Formátum  |
| ------------ | -------------------- | ------ | -------------------- | --------- |
| 1            | 1967. szeptember 2.  | 23:58  | 6                    | 16 mm t/r |
| 2            | 1967. szeptember 9.  | 24:44  | 6,4                  | 16 mm t/r |
| 3            | 1967. szeptember 16. | 24:14  | 7,2                  | 16 mm t/r |
| 4            | 1967. szeptember 23. | 23:22  | 7,4                  | 16 mm t/r |

## Könyvkiadás
A könyvváltozatát 1978. május 18-án adták ki.

## Otthoni kiadás
- VHS-en 1992 májusában adták ki.
- DVD-n 2002. január 13-án adták ki.

### Filmzene
A filmzene változatát 1997-ben adták ki.
| #   | Zeneszerző                                | Szám neve (nemhivatalos magyar fordításban) |
| --- | ----------------------------------------- | ------------------------------------------- |
| 1.  | Ron Grainer (realizálta Delia Derbyshire) | Főcím                                       |
| 2.  | Brian Hodgson                             | A Tardis belseje                            |
| 3.  | Brian Hodgson                             | A Tardis landolása                          |
| 4.  | Dick Mills                                | A Tardis ajtajai megnyílnak                 |
| 5.  | M. Slavin                                 | Űrkalandok (mind a három rész)              |
| 6.  | J. Scott                                  | Szívdobogásérzés                            |
| 7.  | E. Sendel                                 | Asztronautikai főcím (mind a hét rész)      |
| 8.  | H. Fleischer                              | Sivatagi vihar                              |
| 9.  | Wilfred Josephs                           | Űrzene (mind a négy rész)                   |
| 10. | Brian Hodgson                             | Felszáll a Tardis                           |
| 11. | Ron Grainer (realizálta Delia Derbyshire) | Főcím (Újrakezdés)                          |

### Fordítás
- Ez a szócikk részben vagy egészben  a   The Tomb of the Cybermen című angol Wikipédia-szócikk fordításán alapul.  Az eredeti cikk szerkesztőit annak laptörténete sorolja fel. Ez a jelzés csupán a megfogalmazás eredetét és a szerzői jogokat jelzi, nem szolgál a cikkben szereplő információk forrásmegjelöléseként.